# Kung-fu (film)

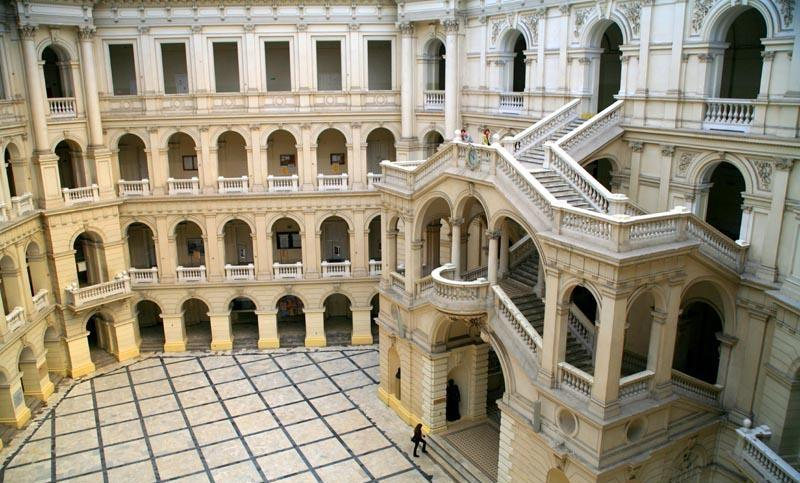
Gmach Główny Politechniki Warszawskiej, w którym zrealizowano część zdjęć

Kung-fu – polski film obyczajowy z 1979 roku, w reżyserii Janusza Kijowskiego.

## O filmie
„Kung-fu” było drugim filmem fabularnym Janusza Kijowskiego, po filmie „Indeks”, który powstał na przełomie 1976 i 1977 roku. „Indeks” nie został jednak decyzją władz (zob. cenzura w PRL) skierowany do dystrybucji (zob. półkownik), a jego premiera odbyła się dopiero w 1981 roku. Wcześniej w kinach pojawiło się zrealizowane w 1979 roku „Kung-fu”, wówczas mylnie uważane za debiut Kijowskiego. 
Film był kręcony w Warszawie (politechnika, Warszawa Centralna, Trasa Łazienkowska, Most Poniatowskiego), Wołominie i Oleśnicy.

## Obsada aktorska
- Teresa Sawicka – Irena Markowska
- Daniel Olbrychski – Zygmunt
- Piotr Fronczewski – Witek Markowski
- Andrzej Seweryn – Marek Kamiński
- Bożena Baranowska – Bendkowska
- Natasza Czarmińska – Zosia
- Sława Kwaśniewska – dyrektorka liceum
- Anna Seniuk – nauczycielka Rowicka
- Iwona Słoczyńska – kierowniczka przedszkola
- Bronisław Cieślak – redaktor Henio Laskus
- Piotr Cieślak – Wacek Bendkowski, członek rady zakładowej
- Janusz Gajos – Maciek, redaktor naczelny
- Krzysztof Janczar – Krzysztof, uczeń Ireny Markowskiej
- Jerzy Kamas – Edward Kurjata, szef Witka Markowskiego
- Krzysztof Kowalewski – dyrektor Nałęcz
- Zdzisław Kuźniar – strażnik
- Ferdynand Matysik – Siwecki, nauczyciel WF-u
- Paweł Nowisz – Karwas
- Edwin Petrykat – prokurator Edward Misiuna, znajomy Zygmunta
- Michał Tarkowski – Antek
- Janusz Weiss – Paweł
- Zbigniew Zapasiewicz – docent Kwaśniak
- Jerzy Moes – dziennikarz

## Opis fabuły
Irena, Zygmunt, Witek i Marek byli kiedyś paczką na studiach, która rozpadła się po wydarzeniach marcowych (1968). Zygmunt został wyrzucony z politechniki na początku lat 70., obecnie jest prezesem spółdzielni mieszkaniowej. Irena wyszła za mąż za Witka, który pracuje w miejscowej fabryce. Ona z kolei jest nauczycielką w liceum. Odwiedza ich Marek – dziennikarz. Witek wkrótce zostaje wyrzucony z pracy za to, że odkrył plagiat pracy dyplomowej swojego przełożonego i aresztowany za bójkę z portierem. Stara paczka odnawia kontakty. Marek namawia Zygmunta, by uruchomił swoje znajomości w prokuraturze. Witek przeżywa depresje, rodzina odczuwa niechęć mieszkańców i Irena prosi męża, by przeniósł się z nią do Warszawy. Marek pisze artykuł Polowanie na inżyniera, wskutek czego Witek wraca do pracy. Ale między nim a żoną dochodzi do niesnasek. Irena wyjeżdża z córką Kasią do Warszawy. Tam spotyka się z Zygmuntem, który okazuje się ojcem dziecka. Marek nakłania ją do powrotu do domu. Na miejscu zastaje kompletnie zdemolowane mieszkanie.

## Nagrody i nominacje
Festiwal Polskich Filmów Fabularnych w Gdyni 1979
- Nagroda za debiut reżyserski – Janusz Kijowski
- Nagroda Dziennikarzy

KSF „Młodzi i Film” 1980
- Nagroda publiczności dla najlepszej aktorki – Teresa Sawicka

Międzynarodowy Festiwal Filmowy w Locarno 1980
- Nagroda FIPRESCI